# Welshly Arms
Welshly Arms – amerykański zespół muzyczny powstały w 2013 roku w Cleveland, w stanie Ohio, gdzie grupa pisze i nagrywa swoje utwory. Zespół czerpie inspiracje z takich artystów jak: Jimi Hendrix, Deep Purple, The Temptations i Otis Redding.
16 sierpnia 2018 Welshly Arms wystąpili w Polsce, podczas trzeciego dnia festiwalu Top of the Top w Sopocie, gdzie wykonali swoje utwory „Legendary” oraz „Sanctuary”.

## Członkowie
- Sam Getz – wokal prowadzący, gitara
- Brett Lindemann – keyboard, wokal wspierający
- Jimmy Weaver – gitara basowa, wokal wspierający
- Mikey Gould – perkusja
- Bri Bryant – wokal wspierający
- Jon Bryant – wokal wspierający

## Dyskografia

### Albumy studyjne
- Welshly Arms (Poisition Music, 2015)
- No Place Is Home (Position Music, 2018)

#### EP
- Welcome EP (2013)
- Covers EP (2014)
- Legendary EP (2017)